# Багдад (мухафаза)
Багда́д (араб. بغداد‎, Baġdād) — мухафаза Ирака. Мухафаза фактически является метрополитенским районом, который включает в себя городскую агломерацию Багдада и прилегающую к ней сельскую территорию. Крупные населённые пункты: Эль-Мадаин, Таджи и Эль-Махмудия.
Территория — 734 км², население по оценке на 2012 год составляло 9 500 200 чел.